# 리처드 마서
리처드 마서(Richard Masur, 1948년 11월 20일 ~ )는 미국의 배우이다.

## 출연 작품
- 사랑과 음악사이 (2015)
- 스톰 업 더 스카이 (2010)
- 러브리 바이 서프라이즈 (2007)
- 팰린드롬 (2004)
- 61＊ (2001)
- 노리에가 (2000)
- 플레이 투 더 본 (1999)
- 스티브 마티니의 인생 (1996)
- 멀티플리시티 (1996)
- 히로시마 (1995)
- My Brother's Keeper (1995)
- 파리가 당신을 부를 때 (1995)
- 버팔로 환상 살인 (1994)
- 패트리어트 (1994)
- 마이 걸 2 (1994)
- 앤 더 밴드 플레이드 온 (1993)
- 더 페이스 (1993)
- 5번가의 폴 포이티어 (1993)
- 원시 틴에이저 (1992)
- 가장 최근의 옛날 이야기 (1991)
- 마이 걸 (1991)
- 블로썸 (1990)
- 아웃 오브 사이트, 아웃 오브 마인드 (1990)
- 잠수 특전대 (1990)
- 스위트 홈 (1990)
- LA 대지진 특급 (1990)
- 동반 탈주 (1990)
- 피의 피에로 (1990)
- 유혹 (1989)
- 금발의 정사 (1989)
- 알래스카의 이방인 (1988)
- 25시의 추적 (1988)
- 운전면허 (1988)
- 빌리버스 (1987)
- 불사신 워커 (1987)
- 처단자 (1987)
- 성공 전선 이상 없다 (1986, Head Office)
- 캠퍼스 히어로 (1986, The George McKenna Story)
- 천사의 비명 (1986)
- 제2의 연인 (1986)
- 와일드 호스 (1985)
- 잃어버린 휴가 (1985)
- 마지막 과학 숙제 (1985)
- 살인 수첩 (1985)
- 불타는 침대 (1984)
- 생사의 여객기 (1984, Flight 90: Disaster on the Potomac)
- 나이트메어스 (1983)
- 불만의 겨울 (1983)
- 위험한 청춘 (1983)
- 언더 화이어 (1983)
- 타임라이더 (1982)
- 거리의 천사 (1982)
- 괴물 (1982)
- 타락한 천사 (1981)
- 천국의 문 (1980)
- 하노버 스트리트 (1979)
- 배신의 총구 (1978)
- 우정의 마이애미 (1978)
- 누가 이 비를 멈추랴 (1978)

### 텔레비전
- 에덴의 동쪽 (1981)
- 케빈은 12살 (1988)
- LA 로 (1986)
- 피켓 펜스 (1992)
- 걸스 시즌1 (2012)
- 펠리시티 (1998)